# Selfridges
Selfridges, også kendt som Selfridges & Co., er en kæde af luksus stormagasiner i Storbritannien, der blev grundlagt Harry Gordon Selfridge. Flagskibsbutikken, der ligger i Oxford Street i London, er den næststørste butik i Storbritannien (efter Harrods) og åbnede den 15. marts 1909. Andre Selfridges stormagasiner åbnede i Trafford Centre (1998); Exchange Square (2002) i Manchester; og i Bullring, Birmingham (2003).
I 1940'erne blev mindre provinsielle Selfridge-butikker solgt til John Lewis Partnership, og i 1951 blev det oprindelige stormagasin i London købt af Lewis's, der var en kæde af stormagasiner fra Liverpool. Lewis's og Selfridges blev begge overtaget af Sears Group, der var ejet af Charles Clore, i 1965. Sears Group udvidede kæden inklusive nye stormagasiner i Manchester og Birmingham, og i 2003 blev kæden købt af den canadiske erhvervsmand Galen Weston for £598 millioner.
Butikkens tidligere historie blev dramatiseret i ITV's tv-serie Mr Selfridge fra 2013 med Jeremy Piven i rollen som Selfridge.